# غلام عباس أشوبي
غلام عباس أشوبي (بالفارسية: غلامعباس آشوبی)، من مواليد 16 أبريل 1980، هو لاعب كرة قدم إيراني معتزل، كان يلعب مركز خط الوسط، بدأ مسيرته الرياضية سنة 1997، واعتزل نهائياً سنة 2016، انضم للمنتخب الإيراني سنة 2007، حيث لعب 8 مباريات.